# InfinityRings
『InfinityRings』（インフィニティリングズ）は、コナミデジタルエンタテインメントが2009年に稼働を開始したメダルゲームである。
e-AMUSEMENT PASS（2代目まで）、MILLIONET対応。

## 概要
大型筺体ゲームがプッシャー、ビンゴ、競馬などに絞られつつある中で、異例のビデオスロットによる大型筺体ゲームとなっている。また、1つの筺体で2つのゲームをプレーできるという斬新な点や、大型筺体ゲームでは珍しい1万枚以上のジャックポットが発生するなど今までのゲームとは一線を画している。 2009年12月中旬頃の大幅なオンラインアップデートにより、新たに『マーメイド・ドロップ』が追加され、選べる通常のゲームは3種類となった。
2016年4月発売の3代目e-AMUSEMENT PASSや2018年10月サービス開始の「Amusement IC」（4代目e-AMUSEMENT PASS、Amusement IC対応のAime並びにバナパスポート）は使用できない。

## 筺体
8ステーションで最大16人までプレー可能。プレイヤーは『リズムカーニバル（1人用・2人用）』・『レスキューヒーロー（1人専用）』・『マーメイド・ドロップ（1人用・2人用）』の5モードから選んでプレイすることができる。中央には『Infinity Rings（無限大の輪）』の名の通り、2つのリング状抽選機構が噛み合っている。

## 通常ゲーム

### リズムカーニバル
5ライン3リールのスロット。1ラインにつき10ベットまでベットすることが可能。ラインが揃った場合はそのラインのシンボルごとに定められた倍率×ベットの配当を獲得する。
『リズムカーニバル』は「デュアルプレイモード（ペアプレイ）」を使う事が出来る。このモードを使用するとスロットが2つになり、1つのステーションで2人別々にプレイすることが出来る。 なお、クレジットやステップは2人共通となる。
- 役ごとの配当
  - チェリー - 5倍
  - ベル - 10倍
  - スイカ - 15倍
  - チャンス - カーニバルチャンス挑戦
  - ステップ - それぞれの色のステップを獲得

カーニバルチャンス
チャンスが揃うとカーニバルチャンスへ挑戦する。5枚のカードの内3枚ある当たりを全て引くことが出来ればカーニバルモードへ昇格する。失敗しても昇格することがある。
カーニバルモード
カーニバルモードでは小役が1種類だけ。しかも倍率がアップしているため高配当が期待できる。最初はチェリー（5倍）のみだが、有効ラインにレベルアップが揃うとレベルアップし全てのチェリーがベル（10倍）に昇格する。以後レベルアップごとにスイカ（15倍）、リング（20倍）まで上昇する。赤、青どちらかのステップが揃った時点で終了となる。

### レスキューヒーロー
スクロールしている扉にタッチすると中から動物の客が出現し救出待ちエリアに移動する。（タッチするたびにベット（1～5枚）が必要）救出待ちエリアに同じ動物が3体揃うと救出成功となり、配当が加算され動物が救出される。（救出待ちエリアに空きができる。）全ての動物を救出するとクリアとなりステップチャンスに挑める。
ただし、救出待ちエリアは全て埋まってしまうとバーストとなりステージ1からスタートになる。
なお、救出待ちエリアはステージごとに定員が違う。
- 動物ごとの配当
  - 鳥 - 2倍
  - カエル - 3倍
  - ゾウ - 5倍
  - クマ - 10倍
  - ネズミ - チャンススロット

チャンススロット
ネズミを3体揃えるとチャンススロットに挑む。スロットで止まったアイテムが使用される。
- ハズレ - 何もなし
- サーチ - 数か所扉の中身を見ることが出来る
- ボーナスステージ - ボーナスステージに挑むことが出来る。

ボーナスゲーム
ボーナスアイテムを持った動物を救助するかチャンススロットでボーナスステージを当てるとボーナスゲームに挑む事が出来る。
ボーナスステージ
動物の代わりに宝石を獲得していく。（ただし配当は通常よりも高め）また事前に3つの宝が公開されている。100個連続で宝箱を開けることが出来ればステップ獲得となる。
ステップチャンス
全ての客を救出するとステップチャンスに挑むことが出来る。数枚のカードの中にはメダル5枚、10枚、赤ステップ+1・+2、青ステップ+1・2が隠されている。カードを1枚ずつめくり最初に2枚（ただしステップ+2のみは3枚）そろったボーナスを獲得する。なお連続でクリアすると高ステップ獲得の確率が上昇する。

### マーメイド・ドロップ
2009年12月に新たに追加されたゲーム。システムなどは先発のメダルゲームTwinkleDropを流用している。
『マーメイド・ドロップ』は「デュアルプレイモード（ペアプレイ）」を使う事が出来る。このモードを使用するとスロットが2つになり、1つのステーションで2人別々にプレイすることが出来る。 なお、クレジットやステップは2人共通となる。
9リール8ラインのスロット。ベットは最少3ベットの3ベット単位（最大30ベットまで）
有効ライン上にシンボルが揃えば配当表の金額が加算される。また、配当表も1段階上昇する。
3つ同じシンボルが隣接するか、1列揃うとそのシンボルが消滅し、ネクストエリアを含むシンボルが下に落ちる。同様にシンボルが隣接するか1列揃うと再びシンボルが消滅。シンボルが消えなくなるまで連鎖は続く。4連鎖以上を達成すれば配当も加算される。
- 特殊リール
  - ステップシンボル:1列揃うとその色のシンボルを1つ獲得。（数字はベット数÷3）
  - ワイルド:オールマイティとして使う事が出来る。使用できるのは書かれている数字の回数分のみ。使い果たすと消滅。
  - フリー:フリーゲームに突入する、回数は落ちたシンボル数×3。

## インフィニティチャンス
各ゲームで一定条件を獲得するとステップを獲得する。ステップにはその時のベット数が記される。（最大10）色は赤と青の2種類あり、どちらかが5つ貯まるとインフィニティチャンスへと挑戦することになる。抽選待ちが生じた場合は一旦通常ゲームに戻されるが、自分の番が来る前にもう一度どちらかのステップが貯まれば抽選回数を増やすことが出来る。
インフィニティチャンスでは垂直方向のリングを使う。回転するリングの内側にボールが落とされ入った穴のボーナスを獲得する。なお、ホイールは一定間隔で減速と加速をくり返す。2回以上連続で抽選する場合、先に埋まった穴はそのままになるため、必然的に他の穴のボーナスを得ることになる。
- JACKPOT CHANCE - ジャックポットチャンスへ挑戦する。確率1/10
- BONUS - ゴールド、シルバー、ブロンズの3種類あり、それぞれボーナススロットへ移行する。確率:ゴールド、シルバーは1/5ずつ。ブロンズは2/5
- LUCKY SLOT - デジタル抽選で選ばれたボーナスを獲得する。確率1/10

ラッキースロット
インフィニティチャンスでラッキースロットに入った場合、スロットによる抽選で以下のどれかが当たる。
- ×30、×50、×100 - それぞれ5つのステップの合計の数×倍率の配当を獲得
- RETRY - 再びインフィニティチャンスへ挑戦する。穴はボールで埋まったままになるため、再びラッキースロットへの入賞は不可。
- FEATURE - 高配当が期待できるミニゲームへ挑む。
- JACKPOT CHANCE - ダイレクトにジャックポットチャンスへ移行する。

また、ブロンズ、シルバー、ゴールドのボーナスに1回ずつ当たるとボーナスボールとしてもう1回インフィニティチャンスに挑むことが出来る。（ボーナススロットはジャックポットチャンスなどの終了後に行われる。）
｛『e-AMUSEMENT PASS』を使用している（センサー部にかざしたまま）時は、「インフィニティ・チャンス」の抽選楽曲を選択できる（タッチパネル選択/通常抽選1・2球目と「金銀銅ボーナス」完成時のボール追加のみ可能。 楽曲は1球毎に選択できる。）。 ラインナップには当『InfinityRings』オリジナル楽曲やクラシック楽曲の他、音楽ゲーム『DanceDanceRevolutionX』や『Pop'n music17・THE MOVIE』で実際に使用されている楽曲もある。 但し、「LUCKY SLOT」当選後に「RETRY（再抽選）」を引いた場合は、通常楽曲に戻る。｝

## ジャックポットチャンス
ジャックポットチャンスはもう一方のリング（下部が前にせりだしている「GRAND CROSS」と同じタイプ）にて行う。一球ボールを投じ、入った場所によって配当が決定する。こちらは一定間隔で減速する。
- KING JACKPOT - ステップの合計×500倍の配当を得る。最低の5でも2500枚。最高の50なら25000枚という高額配当になる。確率1/20
- QUEEN JACKPOT - ステップの合計×300倍の配当を得る。最低1500枚。最高15000枚。確率1/20
- DREAM CHANCE - 後述のDREAM CHANCEに挑戦する。確率1/10
- ×30 - ステップの合計×30倍の配当を得る。最低150枚。最高1500枚。確率2/5
- ×50 - ステップの合計×50倍の配当を得る。最低250枚。最高2500枚。確率1/5
- ×100 - ステップの合計×100倍の配当を得る。最低500枚。最高5000枚。確率1/5

スーパーモードチャンス
ジャックポットを獲得後の演出中に再度1球を投じ、赤（奇数）のポケットに入った場合はスーパーモードに突入する。
スーパーモードでは再度ジャックポットチャンスに突入するまでレギュラーボーナスが継続する。｛「ゴールドボーナス」・「シルバーボーナス」・「ブロンズボーナス」との重複可。 但し、ステップアップチップ（赤・青）が揃った時点で切り替わる（モード切替は、ボーナス獲得順で行われる）。｝

## ドリームチャンス
ジャックポットチャンスにてDREAM CHANCEを引き当てた時に発生するゲーム。1～20までの数字の中から任意の数字を5つ選択後、ジャックポット抽選機構にて3球抽選を行う。
ボールが選択した場所に入れば倍率が増加、3球のうち入った回数によって倍率が決定する。
1回もボールが選択した場所に入らなくても30倍は保障される。しかし、1回入れば100倍に。2回入ればQUEEN JACKPOTと同額の300倍に。そして3球全て入ればKING JACKPOTをはるかに上回る2000倍の配当を得られる。成功した場合、最低金額ですら10000枚。最高金額に至っては100000枚という前代未聞の配当を得ることが出来る。

## ボーナススロット
インフィニティチャンスかジャックポットチャンスでボーナススロットを出すとスタートする。出目がステップと小当たり、ダイレクトシンボルのみになり、小当たりが非常に多く出るようになっている。
赤、青どちらかのステップが当たるまで継続する。スーパーモード時はジャックポットチャンスに挑戦するまでレギュラーボーナス継続。
ダイレクトシンボルを累計9個出すとダイレクトにインフィニティチャンスに挑戦できる。
小当たりの倍率はセンター抽選の結果によって変動し、レギュラーボーナスは3倍、ブロンズボーナスは5倍、シルバーボーナスは7倍、ゴールドボーナスは10倍となっている。

## ロケテスト版との違い
- メインゲームの変更は無し
- インフィニティチャンスのボーナススロットがなく、10倍、20倍、30倍となっている。
- ジャックポットチャンスも50倍、75倍、100倍。QUEEN JACKPOTが500倍、KING JACKPOTが1000倍となっている。（最高50000枚）
- ＢＧＭは発売版でのメインテーマのみだったが、今の３倍くらいの長さがあり、イントロなども異なる。発売版ではフルートのパートなどが削除され短くなってしまった。